# Wilsonia
|  | Aquest article tracta sobre la localitat californiana. Si cerqueu el gènere d'aus amb aquest nom, vegeu «Cardellina». |

Wilsonia és un lloc designat pel cens (CDP) al comtat de Tulare, Califòrnia. Wilsonia és a una altitud de 6,617 peus (2,017 m). Està envoltat per la secció General Grant Grove del Parc Nacional de Kings Canyon. Segons l'Oficina del Cens dels Estats Units el CDP cobreix una àrea de 0,7 km 2 (0,3 milles quadrades ), tot terra ferma.
Tot i que la vila està envoltada pel parc nacional de Kings Canyon, la vila en si no forma part del parc nacional i la major part de la terra dins de Wilsonia és de propietat privada. Al poble hi ha més de 200 cabanes, moltes de les quals són residències d'estiu i cases de vacances. El cens del 2020 va situar la població permanent de Wilsonia en 14 habitants.

## Història
La comunitat de Wilsonia va començar com una parcel·la de terra de 100 acres a la dècada de 1870. Després de diversos canvis de propietat, el terreny es va dividir entre els veïns. La vila es va establir oficialment el 1918.
El nom "Wilsonia" prové de les eleccions presidencials dels Estats Units de 1916. El resultat de les eleccions es va decidir pels vots de les comunitats de les muntanyes de Califòrnia, que es van retardar a causa d'una tempesta de neu. Per commemorar el paper decisiu de la zona en la reelecció del president Woodrow Wilson, la comunitat va rebre el nom de Wilsonia en el seu honor.
Tota la comunitat de Wilsonia va ser inclosa al Registre Nacional de Llocs Històrics el 1996. El districte històric dels EUA inclou 139 estructures històriques que contribueixen.